# 1904년 미국 하원의원 선거
1904년 미국 하원의원 선거는 1904년 미국에서 치러진 하원의원 선거로, 같은 해 치러진 대선에서 시어도어 루즈벨트 대통령이 재선한 데에 힘입어, 공화당이 더 큰 의석수를 확보하였다

## 선거 결과
| 정당   | 의석수 |
| ------ | ------ |
| 공화당 | 250석  |
| 민주당 | 136석  |
| 합계   | 386석  |